# Clasificación Internacional de Estándares ISO (ICS)
Clasificación Internacional de Estándares ISO (ICS) es un sistema de clasificación internacional para normas técnicas. Está diseñado para cubrir todos los sectores económicos y prácticamente todas las actividades de la humanidad donde se pueden utilizar estándares técnicos.
Desarrollado y mantenido por la Organización Internacional para Estandarización, el ICS está en continuo desarrollo y se actualiza cuando es necesario.  A la edición actualizada del ICS puede acceder a través del enlace  ISO.
Cualquier persona o entidad puede entregar una propuesta para modificaciones o adiciones al ICS.

## Propósito
El ICS sirve como estructura para catálogos y bases de datos de estándares técnicos y otros documentos normativos, y como base para fijar sistemas de clasificación de normas internacionales, estándares regionales y nacionales.

## Principios de clasificación
El ICS utiliza una clasificación jerárquica, el cual consta de tres niveles: campos (Nivel 1), grupos (Nivel 2) y sub-grupos (Nivel 3). Cada campo se subdivided a grupos, los cuales son más allá divididos a sub-grupos.
Todos los niveles de clasificación están designados por un código de clasificación (notación llamada) y un título. La notación es un conjunto  de números de árabe.
Elementos de nivel superior, los cuales tienen #ninguno niveles de padre, uso una notación de dos dígitos, por ejemplo:
43 VEHÍCULO de CARRETERA INGENIERÍA
Las notaciones para grupos y sub-los grupos incluyen el padre-notaciones de nivel. El ejemplo bajo espectáculos una notación para Sub-Grupo 20 (Nivel 3), el cual pertenece para Agrupar 040 (Nivel 2) en Campo 43 (Nivel 1). 
43.040.20 Encendiendo, señalización y advirtiendo dispositivos

### Nivel 1 (Campos)
Un campo es el primer nivel  en la Clasificación Internacional para Estándares. Pueda representar uno o una combinación del siguiente:
- Un sector de la economía como agricultura, minero, construcción o la industria de embalaje;
- Una tecnología como telecomunicaciones o procesamiento alimentario;
- Una actividad como protección de entorno, garantía de seguridad y protección de salud pública;
- Un campo de ciencia como matemáticas o astronomía.

Actualmente la clasificación incluye 40 campos:
01  Generalidades, terminología, estandarización, documentación
03  Servicios, organización de compañía, administración y calidad, administración, transporte, sociología
07  Matemáticas, ciencias naturales
11  cuidado de Salud tecnología
13  Entorno, protección de salud, seguridad
17  Metrología y medida, fenómenos físicos
19  Testeo
21  sistemas Mecánicos y componentes para uso general
23  sistemas Fluidos y componentes para uso general
25  ingeniería de Fabricación
27  Energía e ingeniería de transferencia del calor
29  ingeniería Eléctrica
31  Electrónicas
33  Telecomunicaciones, audio e ingeniería de vídeo
35  tecnología de Información
37  tecnología de Imagen
39  mecánica de Precisión, joyas
43  vehículos de Carretera ingeniería
45  ingeniería de Ferrocarril
47  Construcción naval y estructuras marinas
49  Aeronaves e ingeniería de vehículo espacial
53  Materiales que manejan equipamiento
55  Embalaje y distribución de bienes
59  Textil y tecnología de cuero
61  industria de Ropa
65  Agricultura
67  tecnología Alimentaria
71  tecnología Química
73  Minero y minerales
75  Petróleo e industrias relacionadas.
77  Metalurgia
79  tecnología de Madera
81  Vaso e industrias de cerámica
83  Plásticos e industrias de plásticos
85  tecnología de Papel
87  Pintura e industrias de color
91  materiales de Construcción y edificio
93  ingeniería Civil
95  ingeniería Militar
97  equipamiento Doméstico y comercial, diversión, deportes.
35 Tecnologías de la Información

### Nivel 2 (Grupos)
El ICS segundo nivel es el grupo que es una subdivisión del campo.
35.240 Aplicaciones de las Tecnologías de la Información

### Nivel 3 (Sub-Grupos)
Los Sub-Grupos dividen a los  grupos. Encontramos dos tipos de Sub-grupos especiales. Aquellos con código 1, que corresponden a los subgrupos que cubren los aspectos generales del sub-grupo y los de código 99 en los que se incluyen los estándares que no encuentran acomodo en ninguno de los sub-grupos del grupo en cuestión.
35.240.1 Aplicaciones de las Tecnologías de la Información en general
35.240.40 Aplicaciones para la banca
35.240.99 Aplicaciones de las Tecnologías de la Información en otros campos.

## Códigos de estado
Cuando llegamos al nivel del estándar, el ICS ofrece una codificación que indica el estado actualizado en el que se encuentra el estándar. La información relativa al significado de estos estados se encuentra en el siguiente enlace de ISO 

## Estadística
- La Clasificación Internacional para Estándares tiene 99 divisiones de nivel superior del cual únicamente se utilizan 40 . El restante 59 divisiones están reservadas para temas que no es todavía sabido.
- La versión expandida de la Clasificación Internacional para Estándares es capaz de cubrir casi 1000 millones de temas (969.328.701 para ser exactos). Desde entonces  hay actualmente aproximadamente 780.000 estándares nacionales en el mundo, el número de temas que el ICS puede ofrecer para propósitos de clasificación supera 1.200 veces el número total de documentos que es disponible para clasificación.